# Colorado
Colorado (engl. [ˌkɑləˈɹɑːdoʊ̯] ⓘ oder [ˌkɑləˈɹæɾoʊ̯] ⓘ) ist ein Bundesstaat im westlichen bis zentralen Teil der Vereinigten Staaten von Amerika. Als Teil der Mountain States von der Gebirgskette der Rocky Mountains durchzogen, ist Colorado mit einer mittleren Höhe von 2073 Metern der höchstgelegene Bundesstaat der USA. Er teilt sich die Four Corners Region mit Arizona, New Mexico und Utah, und grenzt im Norden an Wyoming, im Nordosten an Nebraska, im Osten an Kansas und im Südosten an Oklahoma.
Colorado ist bekannt für seine Landschaft mit Bergen, Wäldern, Hochebenen, Mesas, Canyons, Flüssen und Wüstenlandschaften. Er umfasst den größten Teil der südlichen Rocky Mountains sowie den nordöstlichen Teil des Colorado-Plateaus und den westlichen Rand der Great Plains. Colorado ist flächenmäßig der achtgrößte und bevölkerungsmäßig der 21. größte Bundesstaat der USA. Das United States Census Bureau schätzt die Bevölkerung von Colorado zum 1. Juli 2024 auf 5.957.493 Einwohner, was einem Anstieg von 3,2 % gegenüber der Volkszählung von 2020 entspricht.
Die Region wird von den amerikanischen Ureinwohnern und ihren Vorfahren seit mindestens 13 500 Jahren und möglicherweise noch viel länger bewohnt. Der östliche Rand der Rocky Mountains war eine wichtige Migrationsroute für frühe Völker, die sich über ganz Amerika ausbreiteten. Im Jahr 1848 wurde ein Großteil der Region Nuevo México mit dem Vertrag von Guadalupe Hidalgo an die Vereinigten Staaten angegliedert. Der „Jahrhundert-Staat“, Centennial State, ging 1876, also genau 100 Jahre nach der Unabhängigkeitserklärung der Vereinigten Staaten, aus dem Colorado-Territorium hervor, das 1861 auf dem Höhepunkt des Pikes Peak Goldrausches gegründet worden war. 
Hauptstadt und wirtschaftliches Zentrum ist die Millionenmetropole Denver, in dessen Großraum mehr als die Hälfte der Einwohner Colorados lebt. Weitere bedeutende Städte sind Colorado Springs und Fort Collins, die allesamt im Front Range Urban Corridor entlang der östlichen Grenze der Berge liegen. Seinen Namen erhielt der Staat vom Colorado River, der von den früheren spanischen Beherrschern des Gebietes so genannt wurde wegen des rötlichen (spanisch: colorado = rot gefärbt) Schlamms, den er mit sich führt.
Zu den wichtigsten Wirtschaftszweigen gehören Verwaltung und Verteidigung, Bergbau, Landwirtschaft, Tourismus und verarbeitendes Gewerbe. Angesichts steigender Temperaturen und abnehmender Wasserverfügbarkeit wird erwartet, dass die Land-, Forst- und Tourismuswirtschaft Colorados stark vom Klimawandel betroffen sein wird.

## Geographie
Der Bundesstaat Colorado liegt im zentralen bis westlichen Teil der Vereinigten Staaten und wird von insgesamt sieben Staaten umschlossen. Der nördliche Nachbar ist Wyoming, im Osten stößt Colorado an die Präriestaaten Nebraska und Kansas und an der südöstlichen Grenze wird Colorado durch den relativ kleinen Landstreifen des Oklahoma Panhandles von Texas getrennt. Während im Süden die Grenze zu New Mexico verläuft, hat Colorado mit dem Staat Arizona im Südwesten keinen gemeinsamen Grenzverlauf, sondern trifft lediglich mit seiner südwestlichsten Ecke auf ihn. Zusammen mit New Mexico, Arizona und Utah, dem westlichen Nachbarn, bildet Colorado die so genannten Four Corners („Vier-Ecken-Staaten“); dieses in den Vereinigten Staaten einzigartige Phänomen wurde an jener Stelle mit einem Monument gekennzeichnet. Neben Wyoming und Utah gehört Colorado zu den drei Staaten der USA, die über praktisch keine natürliche Staatsgrenze verfügen, sondern fast ausschließlich entlang von Längen- und Breitengraden festgelegt wurden. Colorado erstreckt sich dabei etwa rechteckig von etwa 37° N bis 41° N und 102° W bis 109° W.
Colorado wird im zentralen und westlichen Teil des Staates von den Bergketten der Südlichen Rocky Mountains durchzogen, von denen das San-Juan-Gebirge im Südwesten, die Sawatchkette im Zentrum sowie die beiden östlichen Ausläufer der Rocky Mountains, Front- sowie Sangre de Cristo Range, zu den bedeutendsten Gebirgen gehören. Die Colorado Rockies umfassen mehr als 50 Gipfel mit mehr als 4000 Höhenmeter – darunter mit dem Mount Elbert den mit 4399 Metern höchsten Berg der gesamten Rocky Mountains – und umschließen einige größere Talbecken. Es gibt drei große Hochebenen bei der kontinentalen Wasserscheide, die Park (wörtlich Jagdgebiet) heißen (North, Middle und als größtes und bekanntestes South Park), wobei der Middle Park westlich und die beiden anderen östlich der Scheide liegen. Der rund 2800 km² große South Park liegt vollständig in Park County und umfasst eine weite Graslandschaft zwischen Front- und Mosquito Range. Im südlich-zentralen Colorado umschließen San-Juan-Gebirge und Sangre de Cristo Range das San Luis Valley. Das größte alpine Talbecken der Welt wird selbst nicht mehr zu den Rocky Mountains, sondern zu den überwiegend in Neumexiko gelegenen Mesa und Plains gezählt.

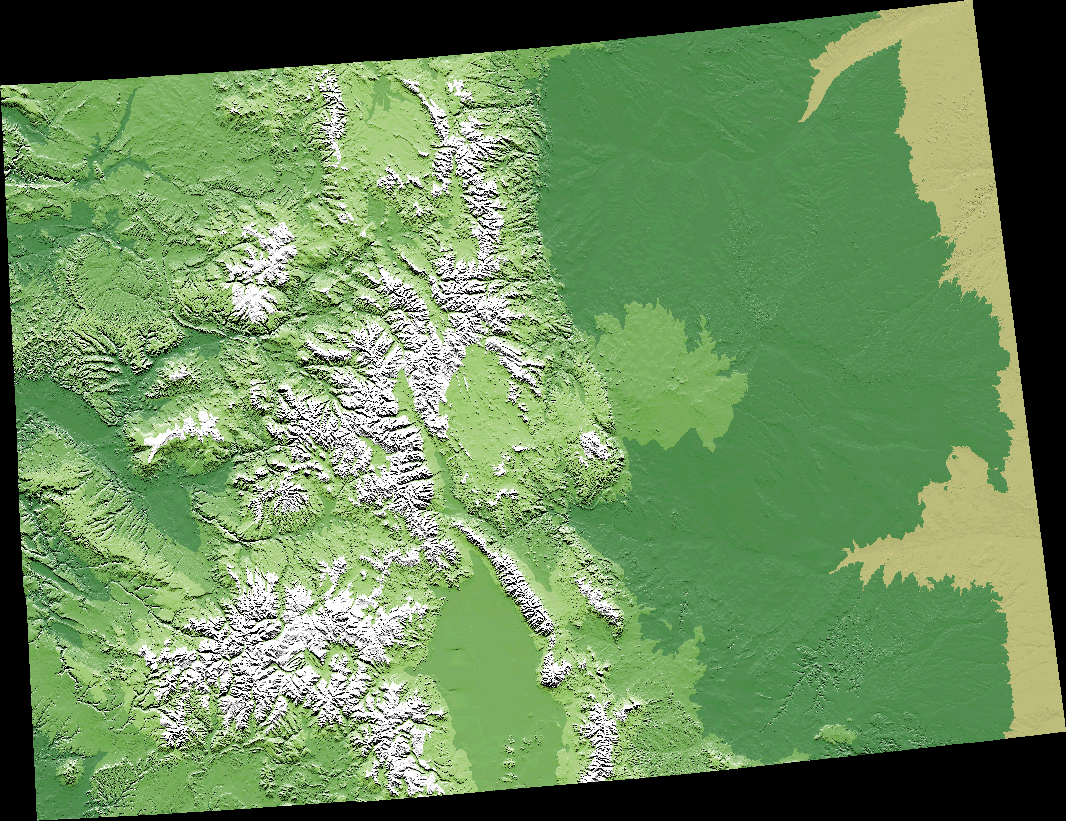
Digitales Geländemodell von Colorado

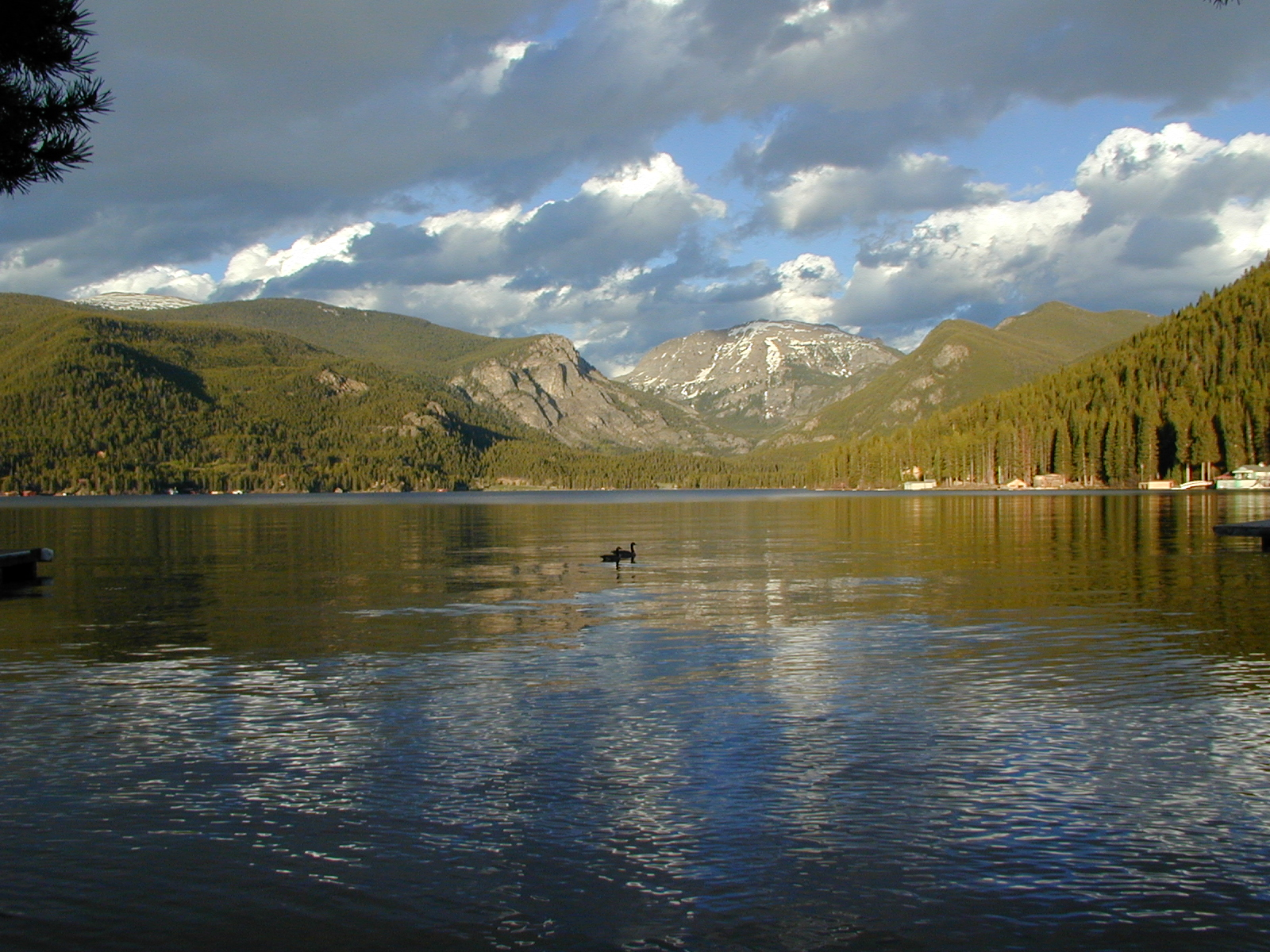
Grand Lake, Colorados größter natürlicher See

Im Westen enden die Rocky Mountains überwiegend noch vor der Staatsgrenze von Utah und gehen in eine bis nach Arizona reichende Hochebene – in das so genannte Coloradoplateau – über. Innerhalb von Colorado zählen hierzu im Südwesten das Gebiet von den Ausläufern des San-Juan-Gebirges bis hin zur neumexikanischen Grenze. Von der südwestlichen Ecke des Staates reicht das Plateau entlang der Utah-Grenze bis zu weiteren Rocky-Mountains-Bergketten im Osten und endet in seinem nördlichen Verlauf schließlich an den Uinta Mountains im Nordwesten Colorados. Jenseits dieser Bergkette schließt das südliche Ende des Wyomingbeckens an – jene Steppenlandschaft, die den gesamten Nachbarstaat Wyoming bis nach Montana durchzieht. Colorados Anteil beschränkt sich dabei auf den zwischen Uinta- und Elkhead Mountains gelegenen Teil im Nordwesten sowie das von Park Range, Rabbit Ears Range und Medicine Bow Mountains umschlossene North-Platte-Becken im zentralen Norden Colorados.
Östlich der Rocky Mountains beginnen die Great Plains, eine riesige Steppenlandschaft, die das gesamte Zentrum der Vereinigten Staaten durchzieht und innerhalb von Colorado wegen seiner hier noch hohen Lage als High Plains bezeichnet wird. Von den Ausläufern der Rocky Mountains fallen sie von rund 1900 Metern kontinuierlich ab und bilden an Kansas’ Grenze – nahe dem Arkansas – mit 1021 Metern den tiefsten Punkt Colorados.

### Gewässer
An der durch das komplette Colorado führenden kontinentalen Wasserscheide haben mit dem Colorado, dem Arkansas sowie dem Rio Grande drei der bedeutendsten nordamerikanischen Flüsse mit jeweils über 2000 Kilometer Länge ihr Quellgebiet. Ferner sind North- und South Platte bedeutend; mit Ausnahme des in den Pazifik abfließenden Colorado entspringen sie alle auf der östlichen Seite der Wasserscheide und fließen in Richtung Atlantik ab.
Im und um den Rocky-Mountain-Nationalpark liegen eine Vielzahl der insgesamt 2183 natürlichen Seen Colorados; knapp außerhalb der Parkgrenze befindet sich der Grand Lake (Großer See) – mit einer Wasserfläche von gerade einmal 2,4 km² bereits der größte natürliche See des Bundesstaates. Über einen Kanal ist er mit den beiden größeren Stauseen Shadow Mountain Lake und Lake Granby verbunden, die innerhalb des Nationalerholungsgebietes Arapaho zusammen die Großen Seen der Rockies bilden. Größer als der Lake Granby ist innerhalb von Colorado nur noch das Blue Mesa Reservoir bei Gunnison im zentralen bis südwestlichen Teil des Landes. Auch das John Martin Reservoir im Südosten des Landes ist ein bedeutender Wasserspeicher für die dortige Region.

### Klima
In Colorado gibt es warme, teils heiße Sommer und kalte, schneereiche Winter (kontinentales Klima). Vor allem der Unterschied zwischen Tag und Nacht ist teilweise extrem. So kann es im Sommer trotz hoher Tagestemperaturen nachts empfindlich kalt werden. Die Niederschläge (jährlich ca. 400–500 mm) sind auf das ganze Jahr verteilt, mit leichtem Übergewicht im Sommer, wobei die Luft dann mit 50 % Luftfeuchtigkeit meist sehr trocken ist.
Bei schweren Waldbränden sind im Dezember 2021 Hunderte Häuser zerstört worden. Zuvor hatten die Behörden Zehntausende Menschen zur Flucht aufgerufen. Die Städte Louisville und Superior 32 Kilometer nordwestlich von Denver mussten geräumt werden. Betroffen waren etwa 34.000 Einwohner. Angetrieben von Wind mit Spitzengeschwindigkeiten von bis zu 169 Kilometern pro Stunde fraßen sich die Flammen in Teile der Städte hinein und zerstörten etwa 580 Gebäude, ein Hotel und ein Einkaufszentrum. Wissenschaftler führten das zunehmend unberechenbare Extremwetter in den USA auf den menschgemachten Klimawandel zurück. Sowohl Waldbrände als auch Stürme nähmen in ihrer Intensität zu und verursachten hohe Schäden.

## Geschichte

### Ureinwohner

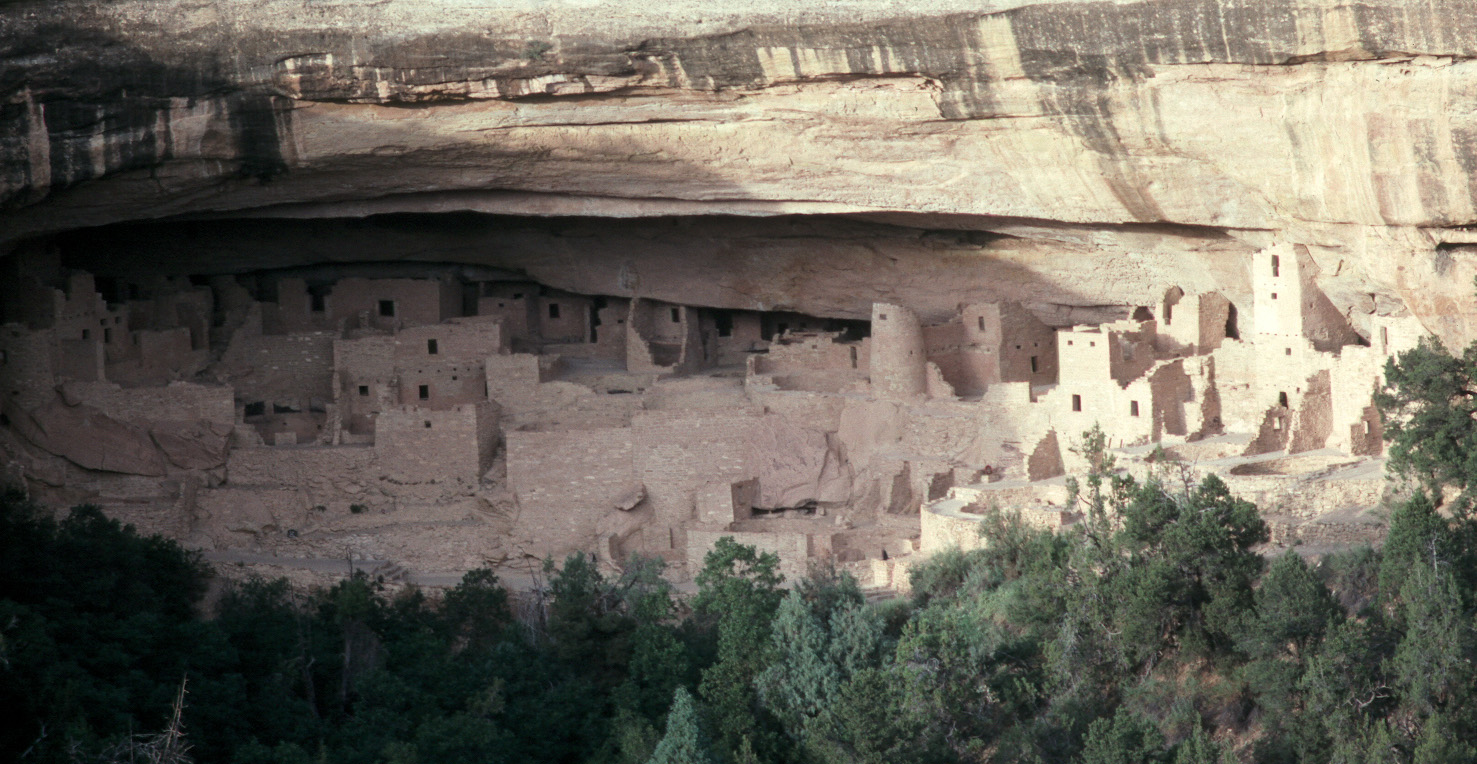
Cliff Palace im Mesa-Verde-Nationalpark

Ausdehnung der Anasazi-Kultur im südlichen Colorado

400 n. Chr. reichten die westlichen Ausläufer der indianischen Fremont-Kultur bis in das östliche Colorado. 1000 Jahre vor der Ankunft der ersten Weißen in Colorado siedelten im heutigen Mesa-Verde-Nationalpark im äußersten Südwesten des Staates bereits Vertreter der Anasazi-Kultur, die hier beeindruckende Bauten wie etwa den so genannten Cliff Palace errichteten. In historischer Zeit lebten in der Region vorwiegend Cheyenne- und Ute-Indianer. Im Südwesten ragte das Einflussgebiet der Navajo nach Colorado, von Südosten auch das der Kiowa.

### Entdeckung und Eroberung durch Spanier und Franzosen
Colorado wurde vermutlich Anfang des 17. Jahrhunderts von den Spaniern erstmals erkundet. Umstritten ist, ob der Spanier Francisco Vásquez de Coronado auf seiner Expedition von Mexiko ins heutige Kansas (1540–1542) bereits die östlichen Plains des heutigen Colorados streifte und somit erster Europäer auf dem Boden des heutigen Bundesstaates war. In diesem Zusammenhang wird auch Juan de Oñate genannt, der um das Jahr 1600 eine Expedition von Neumexiko nach Kansas anführte. Für das spanische Königreich beansprucht wurde der südöstliche Teil des heutigen Colorado jedoch erst im Jahr 1706 durch Juan de Uribarri. Der Gebietsanspruch kollidierte dabei mit den wirtschaftlichen Interessen der Franzosen, wenngleich diese primär die Kolonialisierung am Sankt-Lorenz-Strom (heute Kanada) vorantrieben.
Nach der Niederlage im Franzosen- und Indianerkrieg (1754–1760) gegen das Britische Empire musste Frankreich mit Ausnahme von New Orleans jedoch alle Gebiete westlich des Mississippi an Großbritannien abtreten, das seinerseits – als Ausgleich für die Eroberung Floridas – den Spaniern den zentralen Teil Nordamerikas (das später zum Louisiana-Territorium wurde) überließ. Dies sorgte für Spannungen zwischen Spanien und Frankreich, die erst am 1. Oktober 1800 unter dem Druck von Napoleon I. mit dem Frieden von San Ildefonso und der damit verbundenen Rückeroberung der zentralamerikanischen Gebiete durch Frankreich endeten. Schon wenig später, im Jahre 1803, fiel das Territorium durch den so genannten Louisiana Purchase (Louisiana-Erwerb) schließlich an die Vereinigten Staaten.
Während der westliche Teil des heutigen Colorados – die südlichen Rocky Mountains und Teile des Coloradoplateaus – weiterhin unumstrittenes Territorium der Spanier blieb (Neuspanien), begannen ab dem Jahr 1806 im Osten die ersten Erkundungen seitens der US-Amerikaner. Eine erste Entsendung amerikanischer Soldaten unter der Leitung von Zebulon Pike führte in der Pike-Expedition von Fort Bellefontaine (bei Saint Louis) an die östlichen Ausläufer der Rocky Mountains (Front Range), die bis Ende 1806 erreicht wurden. Pike’s Peak, der markanteste Berg der Front Range, wurde nachträglich nach Pike und seiner Expedition benannt. Die Erkundung konzentrierte sich dabei auf das Einzugsgebiet des Arkansas, der – wenngleich zwischen Frankreich und Spanien bis zum Louisiana Purchase niemals ein offizieller Grenzverlauf vereinbart wurde – von den US-Amerikanern als südliche Grenze zu Neuspanien angesehen wurde. Offiziell festgelegt wurde sie erst im Jahre 1819 im so genannten Adams-Onís-Vertrag, in dem neben dem Arkansas im Süden mit der Kontinentalen Wasserscheide auch die westliche Grenze vereinbart wurde. Daraufhin folgte im Jahr 1820 unter der Leitung von Stephen H. Long die zweite große Expedition, die sich auf den Flussverlauf des South Platte und die Region um das heutige Denver konzentrierte.

### Erste Besiedlung durch europäischstämmige Amerikaner
Obwohl nach Pikes und Longs ersten Erkundungen in den Folgejahren immer mehr Pelztierjäger ins heutige Colorado vorstießen, begann eine größere Ansiedlung erst ab den 1830er Jahren mit der Errichtung von Bent’s Fort. Der 1833 am Arkansas (nahe dem heutigen La Junta) von William und Charles Bent erbaute Fort wurde am Santa Fe Trail schnell zu einem bedeutenden Handelsplatz zwischen weißer und indigener Bevölkerung. Im San Luis Valley zwischen dem San-Juan-Gebirge und der Sangre de Cristo Range ließen sich derweil neumexikanische Siedler nieder und lebten von der Landwirtschaft. Mit San Luis gründeten sie am 21. Juni 1851 die erste dauerhafte Siedlung im späteren Colorado.
Unterdessen begann ab 1850 die politische Gliederung des im Louisiana Purchase erworbenen Landes im Osten sowie die nach dem Krieg mit Mexiko (1846–1848) neu hinzugewonnenen Gebiete von den Rocky Mountains bis zur Pazifikküste. Das so genannte Kansas-Nebraska-Gesetz legte den Grenzverlauf zwischen den Territorien Nebraska und Kansas fest. Letzteres ging seinerzeit über die heutige Westgrenze hinaus und nahm den Großteil zwischen South Platte und Arkansas River gelegene Teil der High Plains bis zur Front Range ein. In den Bergen schloss sich das bereits 1850 gegründete Utah-Territorium an, während die restlichen Gebiete des heutigen Colorado Teile Nebraskas (Nordosten) und Neumexikos (Süden) waren. Das Colorado-Territorium entstand dagegen erst 1861 im Zuge des Goldrausches, der zentrale Teil des Gebiets wurde nach seinem markantesten Berg Pike’s Peak Country genannt.

### Goldrausch und Silberboom
Waren die Beziehungen zwischen Weißen und Indianern – nach anfänglichen Vorbehalten – in der Region der High Plains bis dato überwiegend freundlich, so änderte sich das ab den frühen 1850er Jahren, als Meldungen über Goldfunde in Kalifornien zu immer größer werdenden Siedlerströmen durch die Great Plains und die Rocky Mountains führten. Als im Juni 1858 auch am Zusammenfluss von South Platte und Little Dry Creek (südlich des heutigen Denver) erstmals Gold gefunden wurde und Prospektoren am Fluss und in den umliegenden Bergen die ersten größeren Siedlungen gründeten, nahmen die Spannungen zwischen weißer und indianischer Bevölkerung zu. Der Pikes Peak Goldrausch führte zu einem explosionsartegen Anwachsen europäischstämmiger Bevölkerung. In den Bergen wuchs die Anzahl der Minenlager stetig und die Regionen um Golden City, dem South Park sowie rund um Black Hawk, Central City, Nevadaville und Idaho Springs wurde um das Jahr 1860 zu Zentren des Goldrauschs.
Das größte Wachstum der seinerzeit noch zu Kansas gehörenden Region verzeichnete jedoch das 1858 gegründete Denver City, das sich zwei Jahre später die Nachbarstadt Auraria einverleibte und nun rund 6.000 Einwohner zählte. Die rasch ansteigende Bevölkerungsanzahl trieb Pläne voran, um in der Region ein eigenständiges Territorium zu gründen. So wurde auf eigene Faust am 24. Oktober 1859 das Jefferson-Territorium gegründet, das eineinhalb Jahre später in etwas kleinerem Territorialumfang unter dem Namen Colorado-Territorium legalisiert wurde. Dies  geschah am 28. Februar 1861, als US-Präsident James Buchanan im US-amerikanischen Kongress ein entsprechendes Gesetz unterschrieb und William Gilpin zum ersten Gouverneur ernannte. Das Territorium  gliederte sich in 17 Bezirke und zählte bei seiner Gründung rund 25.000 Einwohner; Hauptstadt wurde zunächst Colorado City. Bedeutender blieb jedoch das erst 1865 in „Denver“ umbenannte Denver City, wenngleich die Stadt nach einem Großbrand im Jahr 1863 wieder neuaufgebaut werden musste. In Golden, das Colorado City bereits 1862 als Hauptstadt des Territoriums ablöste, wurde Denver 1867 zur neuen Kapitale Colorados bestimmt. Obwohl – das stellte sich recht schnell heraus – der dortige Cherry Creek nicht die erhoffte Goldader war, profitierte Denver durch seine verkehrsgünstige Lage vom Reichtum der nahegelegenen Städte in der Front Range. An den Ausläufern der Rocky Mountains festigte die Hauptstadt ihre zentrale Position mit dem konsequenten Ausbau des Schienennetzes Anfang der 1870er Jahre. Erste Meilensteine waren dabei die Anbindung an das Netz der Kansas Pacific Railway, die 1870 ihr Schienennetz von Kansas City nach Denver ausbaute, sowie der Bau der Denver and Pacific Railroad, die in Cheyenne (Wyoming) den Anschluss an die Union Pacific Railroad herstellte. Denvers Anbindung an das südwestliche Colorado folgte 1871 mit dem Bau der Denver & Rio Grande Railway. 1872 wurde durch die Colorado Central Railroad die in die benachbarten Goldgräberstädte Black Hawk und Central City führende Trasse fertiggestellt.
1879 brach in Colorado der Silberboom aus und Leadville sowie Aspen wurden in dieser Zeit zu den bedeutendsten Bergbaustädten. Unterstützt wurde deren Entwicklung durch den weiteren Ausbau der Denver & Rio Grande Railway, die ihr Netz in den 1870er Jahren von Pueblo durch die Royal Gorge in Richtung Leadville fortsetzte und die Stadt 1881 schließlich erreichte. Das wirtschaftlich aufstrebende Colorado hatte zu diesem Zeitpunkt längst seine Eigenstaatlichkeit erreicht. Standen bei vielen zunächst noch Bedenken ob höherer Steuern und zu starker Einmischung seitens Washingtons dem Beitrittswunsch entgegen, schloss sich das Colorado-Territorium unter Beibehaltung seiner bisherigen Grenzen am 1. August 1876 als 38. Bundesstaat den Vereinigten Staaten an.

### Vertreibung der Indianer
Die Gründung des Colorado-Territoriums im Jahr 1861 und die stark zunehmende Besiedlung am Cherry Creek war ein Affront gegen die Cheyenne und Arapaho, denen das Gebiet um das spätere Denver im Vertrag von Fort Laramie (1851) zugesprochen worden war. Ihre Umsiedlung in die Flusstäler des Arkansas löste bei den Ureinwohnern Gegenreaktionen aus, die von Postkutschenüberfällen bis hin zur Ermordung vereinzelter Siedler reichten. In einem bis zu diesem Zeitpunkt beispiellosen Vergeltungsangriff drangen Truppen der Dritten Colorado-Kavallerie unter Befehlshaber John M. Chivington am 29. November 1864 in ein unbefestigtes Indianerdorf ein und ermordeten 133 Männer, Frauen und Kinder. Das grausame Vorgehen des US-Militärs in jenem Sand-Creek-Massaker sensibilisierte die weiße Bevölkerung für die Interessen der Indianer kurzzeitig, stand aber auch einem friedlichen Miteinander entgegen. Die darauffolgenden kriegerischen Auseinandersetzungen dauerten rund fünf Jahre und endeten nach den Schlachten von Beecher Island (September 1868; nahe dem heutigen Wray) und Summit Springs (Juli 1869) mit der Kapitulation von Cheyenne und Arapaho, die mit einigen anderen Indianerstämmen unlängst eine Allianz gegen die Weißen gebildet hatten. Schon 1867 hatte eine großangelegte Umsiedlung der Indianer aus Colorados Plains in Reservate in Oklahoma begonnen, die 1874 als weitestgehend abgeschlossen galt.
Die Ute-Indianer, in den Bergen lebend und der US-Regierung bis dato nicht grundsätzlich feindselig gegenüberstehend, sahen sich nach Gold- und Silberfunden ab den 1870er Jahren ebenfalls Repressionen ausgesetzt und wurden 1880 durch Friedensverträge in ein kleines Reservat der Mesa-Region, im Grenzgebiet zu Neumexiko, geschickt.

### 20. und 21. Jahrhundert
Colorado wurde von der 1893 einsetzenden Wirtschaftskrise (Panik von 1893; Wertverfall des Silbers) stark getroffen. In Denver mussten schlagartig zwölf Banken geschlossen werden, unzählige Geschäfte mussten aufgeben. Ambitionierte Pläne der Eisenbahngesellschaften wurden gestoppt und die Schließung vieler Bergwerke ließ die Arbeitslosigkeit rasant ansteigen. Viele ehemalige Minenstädte verkamen im 20. Jahrhundert zu Geisterstädten, während besser erschlossene Ortschaften im Tourismus neue Einnahmequellen fanden. Insbesondere Aspen, Breckenridge und Vail im zentralen sowie Telluride im südwestlichen Colorado haben sich zu populären Wintersportorten entwickelt. Mit der Gründung des Rocky-Mountain-Nationalparks entstand auch im Einzugsgebiet Denvers 1915 die erste große Touristenattraktion. In der Landeshauptstadt selbst begann unter Bürgermeister Robert W. Speer bereits kurz nach der Jahrhundertwende eine systematische Aufwertung des Stadtbilds nach dem Vorbild der City-Beautiful-Bewegung. Die fast 15 Jahre lang andauernden Verschönerungsmaßnahmen dienten nicht zuletzt der Moralisierung jener Denveraner, die in der Landeshauptstadt unter recht erbärmlichen Verhältnissen lebten.
1977 fanden in Steamboat Springs die ersten Special-Olympics-Winterspiele statt.
Am 20. April 1999 ereignete sich in der Nähe von Littleton der Amoklauf an der Columbine High School, bei dem 15 Menschen starben und 24 weitere verletzt wurden. Die Tat sorgte für weltweites Aufsehen, löste zahlreiche Debatten über die möglichen Ursachen von Jugendgewalt aus und gilt aufgrund ihrer weitreichenden Folgen als Wendepunkt in der Kultur der Vereinigten Staaten. Am 12. Juli 2012 geriet die Stadt Aurora in die internationalen Schlagzeilen, als beim Amoklauf von Aurora während einer Kinoaufführung des Films The Dark Knight Rises zwölf Menschen erschossen und 58 weitere Personen verletzt wurden.
Im Sommer des Jahres 2002 wurde Colorado vom bisher verheerendsten Waldbrand in der Geschichte des Bundesstaates heimgesucht, als ein illegales Lagerfeuer im Pike-Nationalforst das so genannte Hayman-Feuer auslöste. Der Brand vernichtete rund 55.000 Hektar Waldfläche und näherte sich dem Großraum Denver derart bedrohlich, dass einzelne Vororte kurzzeitig evakuiert werden mussten. Eine Naturkatastrophe ganz anderer Art ereignete sich schließlich im Dezember 2006, als der Bundesstaat kurz vor den Weihnachtsfeiertagen von einem gewaltigen Blizzard überrascht wurde. Die wichtigsten Interstate Highways mussten zeitweise gesperrt werden und brachten das öffentliche Leben im Großraum Denver zum Erliegen. Einer der schlimmsten Schneestürme der Front-Range-Region forderte in Colorado vier Menschenleben.

## Bevölkerung

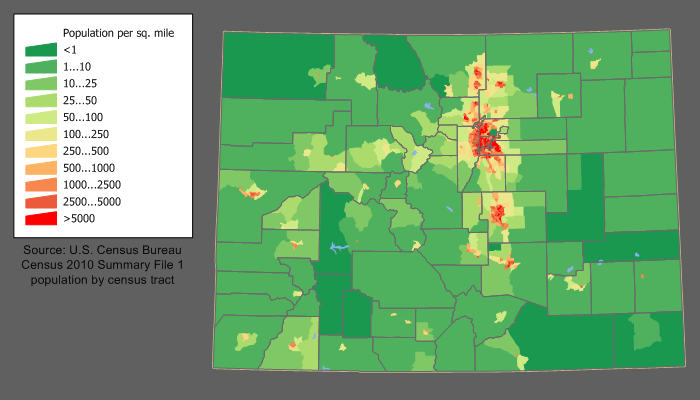
Bevölkerungsdichte

Laut dem Census 2010 hat Colorado 5.029.196 Einwohner, davon 81,3 % Weiße, 4 % Schwarze oder Afroamerikaner, 2,8 % Asiatische Amerikaner und 1,1 % Indianer, Sonstige 7,2 %. 20,7 % beschreiben sich als Hispanics. 2017 wurde die Bevölkerung auf 5.607.154 geschätzt.
Mit einem Bevölkerungswachstum von rund 8,4 % (USA: 5,3 %) von der Volkszählung im April 2000 bis zum Juli 2005 lag Colorado über dem Bundesdurchschnitt. Bis zum Jahr 2030 wird mit mehr als sieben Millionen Einwohnern gerechnet.
Eine überdurchschnittlich starke Entwicklung erwartet die Division of Local Government (DOLA; Abteilung für Kommunalverwaltung) dabei insbesondere von den südlich von Denver liegenden Bezirken Douglas und El Paso. Die Bevölkerung von Douglas County hat sich seit der Volkszählung von 1990 (60.391 Einwohner) mehr als vervierfacht und soll sich bis etwa zum Jahr 2030 auf etwa eine halbe Million Einwohner ausweiten. Das Colorado Springs umgebende El Paso County wird derweil nach den Prognosen der DOLA etwas weniger als eine Million Einwohner erreichen und den bevölkerungsreichsten Bezirk Colorados stellen. Davon ausgehend, dass Denver innerhalb seines Großraums nicht mit Nachbarstädten vereint wird, würde die heutige Landeshauptstadt dann nicht mehr die größte Stadt des Bundesstaates sein.
Im Westen werden den im Einzugsbereich der I-70 verlaufenden Bezirken gute Entwicklungen vorausgesagt – insbesondere Garfield und Mesa um die Städte Glenwood Springs und Grand Junction. Im Osten des Landes wird es hingegen keine nennenswerten Veränderungen geben; im südöstlichen Teil – von den nahe dem John Martin Reservoir gelegenen Kleinstädten am Arkansas abgesehen – wird sogar mit einem Rückgang der Bevölkerungszahlen gerechnet.

### Abstammung
Aus dem Census 2000 geht hervor, dass die Deutschstämmigen mit 22 % die größte Gruppe innerhalb der Bevölkerung Colorados stellen, gefolgt von den Mexikanischen Amerikanern (18 %) und den Irisch- und Englischstämmigen mit jeweils 12 %.

### Sprachen
Die offizielle Sprache Colorados ist (amerikanisches) Englisch, die auch von rund 85 % der Bevölkerung gesprochen wird. Die statistische Auswertung der Volkszählung aus dem Jahr 2000 ergab, dass insbesondere im teilweise stark mexikanisch geprägten Süden Colorados ein großer Teil der Bevölkerung Spanisch spricht. Im Bezirk Costilla stellen sie mit einem Anteil von rund 57 % sogar die Mehrheit, aber auch in den Bezirken Alamosa, Conejos, Lake, Rio Grande und Saguache spricht mindestens ein Viertel der Einwohner im familiären Umfeld Spanisch. Sie ist damit die nach Englisch verbreitetste Sprache Colorados – mit rund 420.000 Sprechern von insgesamt vier Millionen (über 5 Jahre alten) im Bundesstaat. Weniger als jeweils ein Prozent sprechen darüber hinaus Deutsch oder Französisch.

### Religionen
In Colorado sind 65 % der Bevölkerung christlich. Davon gehören 44 % der Menschen protestantischen Glaubensgemeinschaften an, wovon 23 % der Gläubigen zu evangelikalen und 19 % zu Mainline-Kirchen gehören. 19 % der Bevölkerung sind römisch-katholisch. Die mitgliederstärksten Religionsgemeinschaften Colorados waren im Jahre 2000 die Römisch-katholische Kirche mit 752.505, die Kirche Jesu Christi der Heiligen der Letzten Tage (Mormonen) mit 92.326 und die Southern Baptist Convention mit 85.083 Anhängern.

### Städte

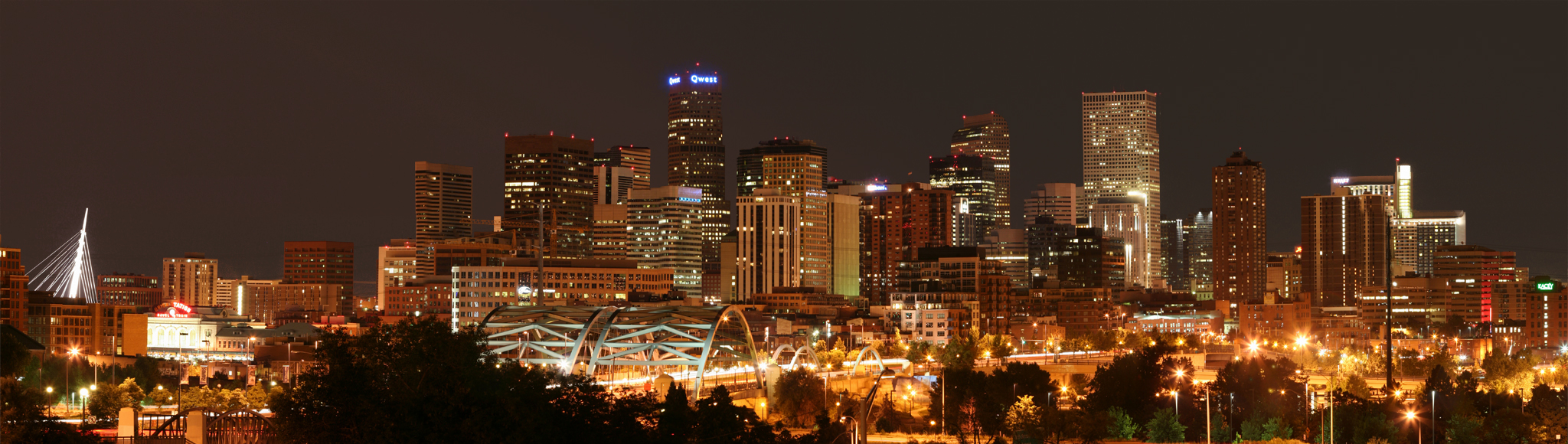
Die Skyline von Denver

Colorados größte Stadt mit rund 700.000 Einwohnern ist die Landeshauptstadt Denver, die zugleich wirtschaftliches und kulturelles Zentrum des Staates ist. In Denvers Einzugsgebiet (Metropolregion Denver-Aurora) leben rund 2,5 Millionen Menschen, die sich unter anderem auf die weiteren Großstädte Westminster, Arvada, Aurora, Lakewood sowie Centennial verteilen. Auch die restlichen Großstädte des Landes liegen entlang einer nordsüdlich verlaufenden Linie entlang der Front Range, von denen die zweitgrößte, der Luftwaffenstützpunkt Colorado Springs, die bedeutendste ist.
Im westlichen Teil Colorados liegen mit Ausnahme von Grand Junction (rund 58.000 Einwohner) nur noch Kleinstädte, von denen Durango, die Gebirgsstädtchen Silverton und Ouray sowie der Wintersportort Aspen touristische Schlüsselpositionen einnehmen. Cripple Creek sowie die beiden benachbarten Städte Black Hawk und Central City erfuhren seit der Glücksspiellegalisierung im Jahr 1991 einen wirtschaftlichen Aufschwung. Einen stetigen Niedergang verzeichnen dagegen viele Kleinstädte in den östlichen Plains, wo in den Einzugsgebieten von Arkansas und South Platte River allenfalls Fort Morgan, Sterling, La Junta und Lamar (mit jeweils rund 8.000–10.000 Einwohnern) eine gewisse Bedeutung haben. Gleichwohl geht auch in diesen Städten die Einwohnerzahl stetig zurück.
- Liste der Orte in Colorado

## Politik

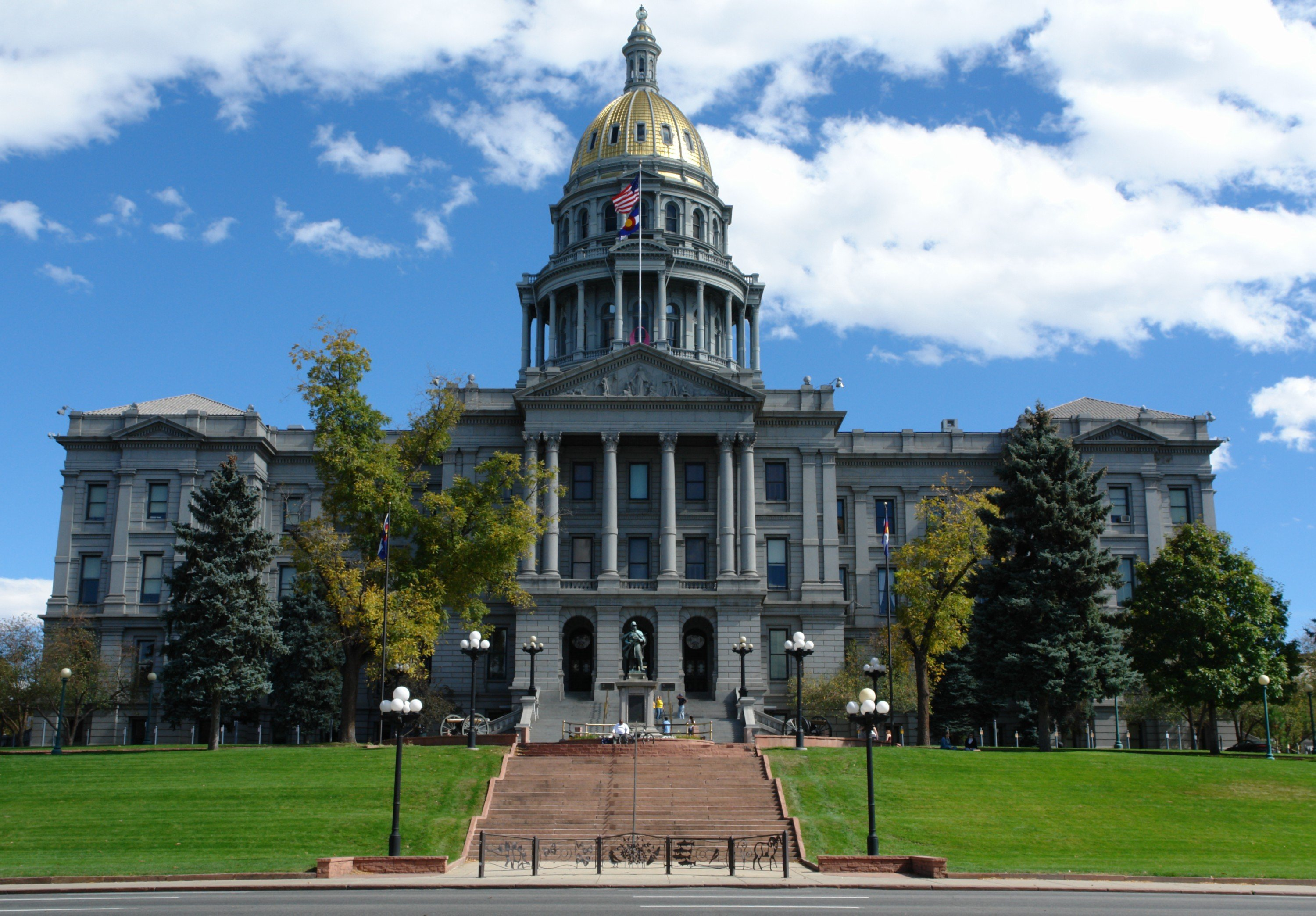
Das Colorado State Capitol in Denver

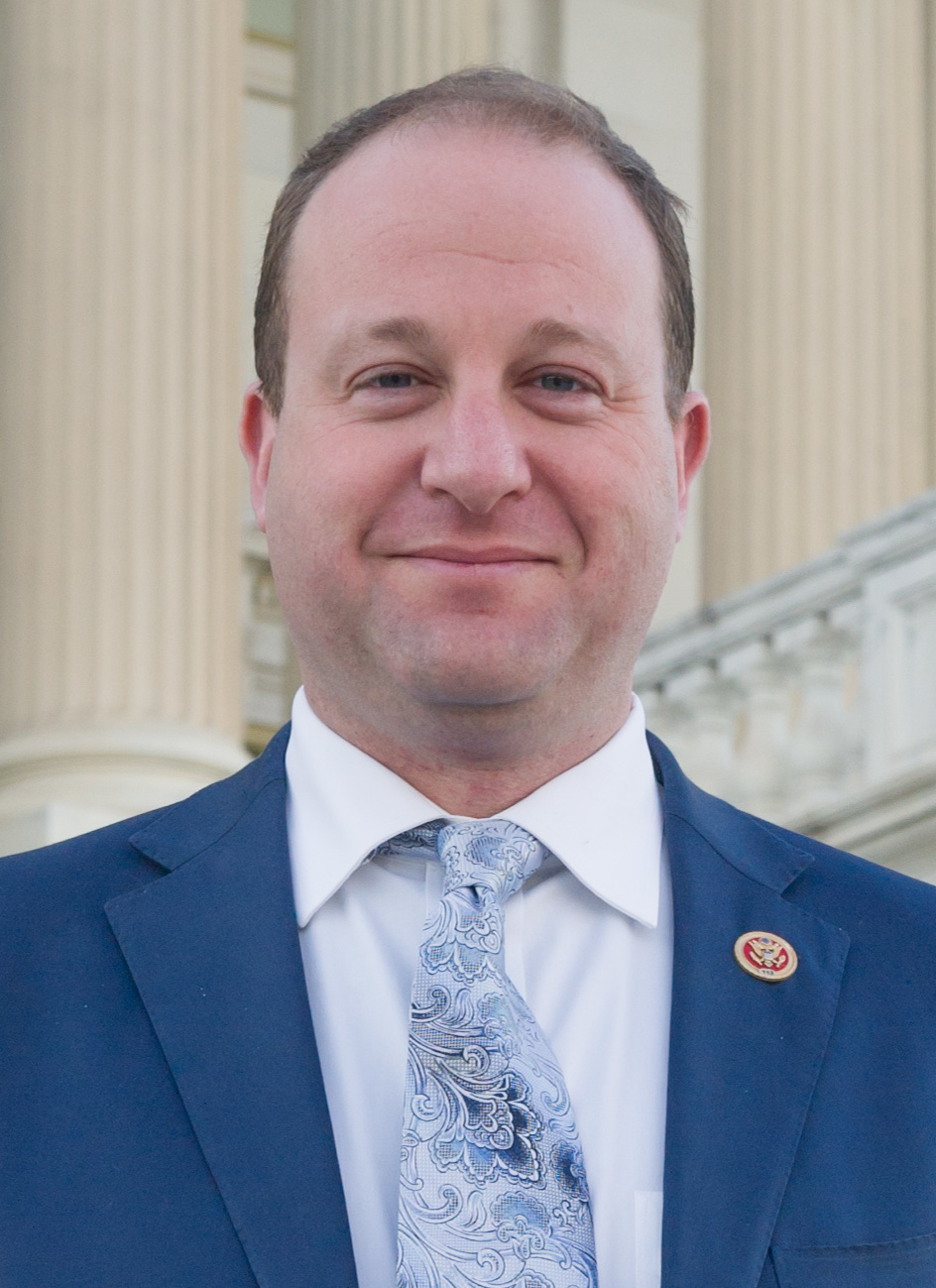
Jared Polis, derzeitiger Gouverneur von Colorado

Die Verfassung von Colorado stützt sich wie alle anderen US-Bundesstaaten auf drei Gewalten: Die Legislative (Gesetzgebung), die Exekutive (Regierung) und die Judikative (Rechtsprechung). Die Exekutive wird durch einen alle vier Jahre gewählten Gouverneur ausgeübt, dessen Regierungsarbeit auf maximal zwei Amtszeiten beschränkt ist. Dementsprechend hätte der 2006 ins Amt gewählte Demokrat Bill Ritter im Jahr 2010 erneut kandidieren können, verzichtete aber darauf. Nachfolger wurde mit John Hickenlooper, dem ehemaligen Bürgermeister von Denver, erneut ein Demokrat. Hickenlooper absolvierte zwei volle Amtszeiten und durfte folglich 2018 nicht mehr kandidieren. Jared Polis wurde zu seinem Nachfolger gewählt.
- Liste der Gouverneure von Colorado
- Liste der Vizegouverneure von Colorado

Oberstes Organ der Legislative ist in Colorado die Generalversammlung (General Assembly), ein Zweikammerparlament, das sich aus dem Repräsentantenhaus und dem Senat zusammensetzt. Das Repräsentantenhaus besteht aus 65 Mitgliedern, die alle zwei Jahre neu gewählt werden und derzeit durch 37 Demokraten und 27 Republikaner sowie ein unabhängiges Mitglied besetzt sind. Ebenfalls mit einer Mehrheit von 20:15 dominieren die Demokraten gegenüber den Republikanern auch den Senat, dessen Mitglieder alle vier Jahre neu gewählt werden.
Gesetzesentwürfe müssen beide Kammern durchlaufen, bevor sie zur Unterzeichnung dem Gouverneur vorgelegt werden können. Legt dieser gegen den Entwurf sein Veto ein, muss es sowohl vom Senat, als auch vom Repräsentantenhaus mit einer Zweidrittelmehrheit verabschiedet werden. In diesem Fall tritt das Gesetz unter Umgehung des Gouverneurs in Kraft.
Die höchste Instanz der Judikative bildet der Oberste Gerichtshof (Supreme Court) von Colorado, dessen Vorsitzender Richter (Chief Justice) – mit einer maximalen Amtszeit von zehn Jahren – vom Gouverneur ernannt wird. Zwischen diesem und den erstinstanzlichen Bezirksgerichten steht das Berufungsgericht. Auch über deren Besetzungen entscheidet der Gouverneur.

### Legalisierung von Marihuana
Im November 2012 entschied sich die Mehrheit einer Volksabstimmung für die Legalisierung von Anbau, Verkauf und Besitz von Marihuana in kleinen Mengen. Colorado ist somit neben Washington State der erste Bundesstaat der USA, der Cannabis als Genussmittel zulässt. Der gesamte Umsatz, der mit dem Verkauf von Cannabis und Cannabisprodukten erzielt wurde, betrug im Jahr 2015 996 Millionen US-Dollar.

### Abschaffung der Todesstrafe
Seit der Wiedereinführung der Todesstrafe wurde nur ein einziger Mörder hingerichtet. Im Jahre 2013 verhängte der damalige Gouverneur, John Hickenlooper, ein Moratorium (Aufschub). Der jetzige Gouverneur, Jared Polis, führt dieses weiter und unterzeichnete am 23. März 2020 ein Gesetz, mit welchem die Todesstrafe für Verbrechen abgeschafft wird, die am oder nach dem 1. Juli 2020 begangen werden. Colorado ist damit der 22. US-Bundesstaat, der die Todesstrafe abschafft. Die Todesurteile der drei gegenwärtig im Todestrakt befindlichen Häftlinge wandelte er in lebenslängliche Haft um.

### Politische Gliederung

Karte der Countys in Colorado

Nach der Gründung des Colorado-Territoriums am 28. Februar 1861 beschlossen führende Vertreter der Legislative auf einer Versammlung am 9. September des gleichen Jahres die administrative Unterteilung Colorados in 17 Bezirke (Countys) sowie ein von diesen unabhängiges Indianerreservat für Cheyenne und Arapaho im Osten des Landes. Die Rocky Mountains wurden daraufhin von den benachbarten Bezirken Summit (Gipfel, 45.268 km²) und Lake (See) dominiert, die jeweils etwa die Größe der Niederlande hatten und einen Großteil der in Colorado gelegenen Rocky Mountains und des Coloradoplateaus einnahmen. Sie existieren heute noch im zentralen Colorado, haben aber über 95 % ihres ursprünglich bis an die Utah-Grenze reichenden Territoriums verloren.
Im Osten, in der Hochebene der Plains, nahmen von Nord nach Süd die Bezirke Weld, Arapahoe, Douglas und Huerfano das Gebiet bis zur Grenze nach Kansas ein. Auch sie existieren noch heute namentlich, haben aber soviel ihres östlichen Territoriums verloren, dass sie inzwischen im zentralen Colorado liegen. Dort haben sich die Grenzen von Gilpin (benannt nach dem ersten Gouverneur Colorados), Clear Creek, Park, Boulder und Jefferson seit ihrer Gründung kaum verändert. Lediglich Denver (1902) und Broomfield (2001) erklärten sich hier noch zu unabhängigen Stadtbezirken (City & County). Broomfields Unabhängigkeit sorgte dabei für die erste Neugründung eines Countys seit 1913 und stellt nun den kleinsten Bezirk Colorados. Der Bundesstaat besteht heute aus 64 Countys.

### Bundespolitik
| Jahr | Demokraten        | Republikaner      |
| ---- | ----------------- | ----------------- |
| 2024 | 54,13 % 1.728.159 | 43,14 % 1.377.441 |
| 2020 | 55,40 % 1.804.352 | 41,90 % 1.364.607 |
| 2016 | 48,16 % 1.338.870 | 43,25 % 1.202.484 |
| 2012 | 51,45 % 1.323.102 | 46,09 % 1.185.243 |
| 2008 | 53,66 % 1.288.633 | 44,71 % 1.073.629 |
| 2004 | 47,02 % 1.001.732 | 51,69 % 1.101.255 |
| 2000 | 42,39 % 0.738.227 | 50,75 % 0.883.745 |
| 1996 | 44,43 % 0.671.152 | 45,80 % 0.691.848 |
| 1992 | 40,13 % 0.629.681 | 35,87 % 0.562.850 |
| 1988 | 45,28 % 0.621.453 | 53,06 % 0.728.177 |
| 1984 | 35,12 % 0.454.974 | 63,44 % 0.821.818 |
| 1980 | 31,07 % 0.367.973 | 55,07 % 0.652.264 |
| 1976 | 42,58 % 0.460.353 | 54,05 % 0.584.367 |
| 1972 | 34,59 % 0.329.980 | 62,61 % 0.597.189 |
| 1968 | 41,32 % 0.335.174 | 50,46 % 0.409.345 |
| 1964 | 61,27 % 0.476,024 | 38,19 %0. 296,767 |
| 1960 | 44,91 % 0.330.629 | 54,63 % 0.402.242 |

Colorado, früher meist zu den typisch republikanerfreundlichen Staaten in den Rocky Mountains gezählt, entwickelte sich Ende der 1980er Jahre mit der zunehmenden Urbanisierung Denvers zunächst zu einem Swing State. Die Gegend von Colorado Springs, Sitz einiger Riesenkirchen (Megachurches) und eine der konservativsten Städte im ganzen Bundesgebiet, ist die Hauptquelle republikanischer Stärke. Die Gegend von Denver ist dagegen demokratisch dominiert. Bei den Präsidentenwahlen 2004 schlug der Republikaner George W. Bush seinen demokratischen Herausforderer John Kerry mit einem Abstand von weniger als fünf Prozentpunkten. Bei den Wahlen 2008 und 2012 konnte sich der Demokrat Barack Obama jedoch relativ knapp durchsetzen. Auch 2016 gewann die demokratische Kandidatin Hillary Clinton den Staat vor dem Republikaner Donald Trump, und bei den Wahlen 2018 gewannen die Demokraten insbesondere parteiunabhängige Wähler zu deutlichen Mehrheiten. Bei der Wahl 2020 gewann Joe Biden schließlich deutlich mit 13 %, Kamala Harris vier Jahre später trotz leichter Verluste ebenfalls mehr als zehn Prozent. Seit der Senatswahl 2020 stellen die Demokraten beide Senatoren. Damit hat Colorado in diesem Jahrtausend von allen 50 Bundesstaaten den stärksten Schwenk hin zu den Demokraten vollzogen.
Colorado stellt im Electoral College bei der Präsidentschaftswahl in den Vereinigten Staaten 2024 erstmals zehn Wahlleute, zuvor waren es seit 2004 noch neun.

#### Kongress
- Liste der US-Senatoren aus Colorado
- Liste der Mitglieder des US-Repräsentantenhauses aus Colorado

### Mitglieder im 119. Kongress
|  | Name                 | Mitglied seit | Parteizugehörigkeit |
|  | -------------------- | ------------- | ------------------- |
|  | Diana Louise DeGette | 1997          | Demokrat            |
|  | Joseph Neguse        | 2019          | Demokrat            |
|  | Jeff Hurd            | 2025          | Republikaner        |
|  | Lauren Boebert       | 2021          | Republikaner        |
|  | Jeff Crank           | 2025          | Republikaner        |
|  | Jason Crow           | 2019          | Demokrat            |
|  | Brittany Pettersen   | 2023          | Demokrat            |
|  | Gabe Evans           | 2025          | Republikaner        |

|  | Name                     | Mitglied seit | Parteizugehörigkeit |
|  | ------------------------ | ------------- | ------------------- |
|  | John Wright Hickenlooper | 2021          | Demokrat            |
|  | Michael Farrand Bennet   | 2009          | Demokrat            |

## Kultur und Sehenswürdigkeiten

### Nationalparks
Der National Park Service (NPS) führt in Colorado vier Nationalparks, von denen der Mesa-Verde-Nationalpark zum Welterbe in den Vereinigten Staaten gehört (Stand 30. September 2017).
| Nationalpark                                                                                                | Lage                                                                      | Ansicht |
| --- | ------------------------------------------------------------------------- | ------- |
| Black-Canyon-of-the-Gunnison-Nationalpark - Colorado - 175.406 Besucher (2004) - gegründet 21. Oktober 1999 | Black-Canyon-of-the-Gunnison-Nationalpark · Karte der Vereinigten Staaten |         |
| Great-Sand-Dunes-Nationalpark - Colorado - 249.923 Besucher (2003) - gegründet 13. September 2004           | Great-Sand-Dunes-Nationalpark · Karte der Vereinigten Staaten             |         |
| Mesa-Verde-Nationalpark - Colorado - 498.333 Besucher (2004) - gegründet 29. Juni 1906                      | Mesa-Verde-Nationalpark · Karte der Vereinigten Staaten                   |         |
| Rocky-Mountain-Nationalpark - Colorado - 3.187.889 Besucher (2000) - gegründet 26. Januar 1915              | Rocky-Mountain-Nationalpark · Karte der Vereinigten Staaten               |         |

### Nationalmonumente
- Browns Canyon National Monument

Chimney Rock National Monument (2015)

- Canyons of the Ancients National Monument
- Chimney Rock National Monument
- Colorado National Monument
- Dinosaur National Monument
- Florissant Fossil Beds National Monument
- Hovenweep National Monument
- Yucca House National Monument

### Nationalforest
- Arapaho National Forest
- Grand Mesa National Forest
- Gunnison National Forest
- Pike National Forest
- Rio Grande National Forest
- Roosevelt National Forest
- Routt National Forest
- San Isabel National Forest
- San Juan National Forest
- Uncompahgre National Forest
- White River National Forest

### Weitere Naturdenkmäler
Der NPS weist für Colorado insgesamt 15 National Natural Landmarks und eine National Recreation Area aus, die Curecanti National Recreation Area (Stand 30. September 2017).

### Kulturdenkmäler

Bent’s Old Fort National Historic Site (2015)

Der NPS führt in Colorado zwei National Historic Sites und vier National Historic Trails (Stand 30. September 2017):
- Bent’s Old Fort National Historic Site
- Sand Creek Massacre National Historic Site
- California Trail
- Old Spanish Trail
- Pony-Express
- Santa Fe Trail

Des Weiteren gibt es in Colorado 15 National Historic Landmarks sowie 1551 Bauwerke und Stätten, die im National Register of Historic Places eingetragen sind (Stand 30. September 2017).

## Wirtschaft und Infrastruktur
Colorado gehört zu den wirtschaftlich erfolgreicheren Bundesstaaten der USA, das reale Bruttoinlandsprodukt pro Kopf (engl. per capita GDP) – der wichtigste Wohlstandsindikator – lag im Jahre 2016 bei 58.422 US-Dollar (nationaler Durchschnitt der 50 US-Bundesstaaten: USD 57.118; nationaler Rangplatz: 17). Die Arbeitslosenrate lag im November 2017 bei 2,9 % (Landesdurchschnitt: 4,1 %).

### Landwirtschaft
Im Gebirge wird vorwiegend Schaf-, Rinder- und Mastviehzucht betrieben. Angebaut werden Mais, Weizen, Kartoffeln, Zuckerrüben, Luzerne und Obst. Colorado ist führend im Hirseanbau in den USA. Auch Weinbau wird dort betrieben. Da der Konsum und Anbau von Marihuana im Jahr 2014 legalisiert wurde, wird seither auch vermehrt Hanf angebaut.

### Industrie und Dienstleistung
In der zweiten Hälfte des 20. Jahrhunderts haben sich vor allem die Industrie- und Dienstleistungsbereiche entwickelt. Die Wirtschaft in Colorado ist auf ein breites Spektrum aufgefächert. Bemerkenswert ist vor allem die Firmendichte im Bereich der wissenschaftlichen Forschung und der High-Tech-Branche.
Colorado hat viele Universitäten.

### Bodenschätze
- Kupfer
- Uran (seit 1945)
- Kohle
- Gold
- Silber
- Ton
- Vanadium
- Blei
- Zink
- Eisen
- Molybdän
- Erdöl (seit 1949)
- Edelsteine

Colorado ist der größte Molybdänerzerzeuger der Erde. Colorado besitzt große Mengen an noch nicht genutzten Ölschiefern, besonders reich ist Colorado jedoch an Schiefergas. Dieses ist jedoch weniger rentabel bzw. aufwändiger zu fördern und zu transportieren. Verschärft wird das Problem durch die Tatsache, dass die USA zwischenzeitlich Erdgas aus Kanada importierten, durch den Schiefergas-Boom jedoch zum mit Abstand größten Produzenten der Welt wurden mit knapp über 20 % der weltweiten Erdgasförderung im Jahr 2016. Einige der größten Erdöl- und Erdgasfelder liegen in Colorado. Inzwischen können diese durch neue und günstigere Fördertechniken ausgebeutet werden.
Das erste Großprojekt ist das Niobrara-Feld, welches sowohl große Mengen Schiefergas als auch Schieferöl enthält und sich noch in der Ausbauphase befindet. Wegen seiner Größe erstreckt sich das Feld über vier Bundesstaaten, South Dakota, Wyoming und Nebraska. Jedoch findet der überwiegende Teil der Förderung im Nordwesten des Feldes in Colorado statt. Das Feld produziert inzwischen dank massiver Anstrengungen täglich 287.000 Barrel Erdöl sowie 4,6 Milliarden Kubikfuß Erdgas (rund 130 Millionen Kubikmeter Erdgas).

### Verkehr

#### Straßen

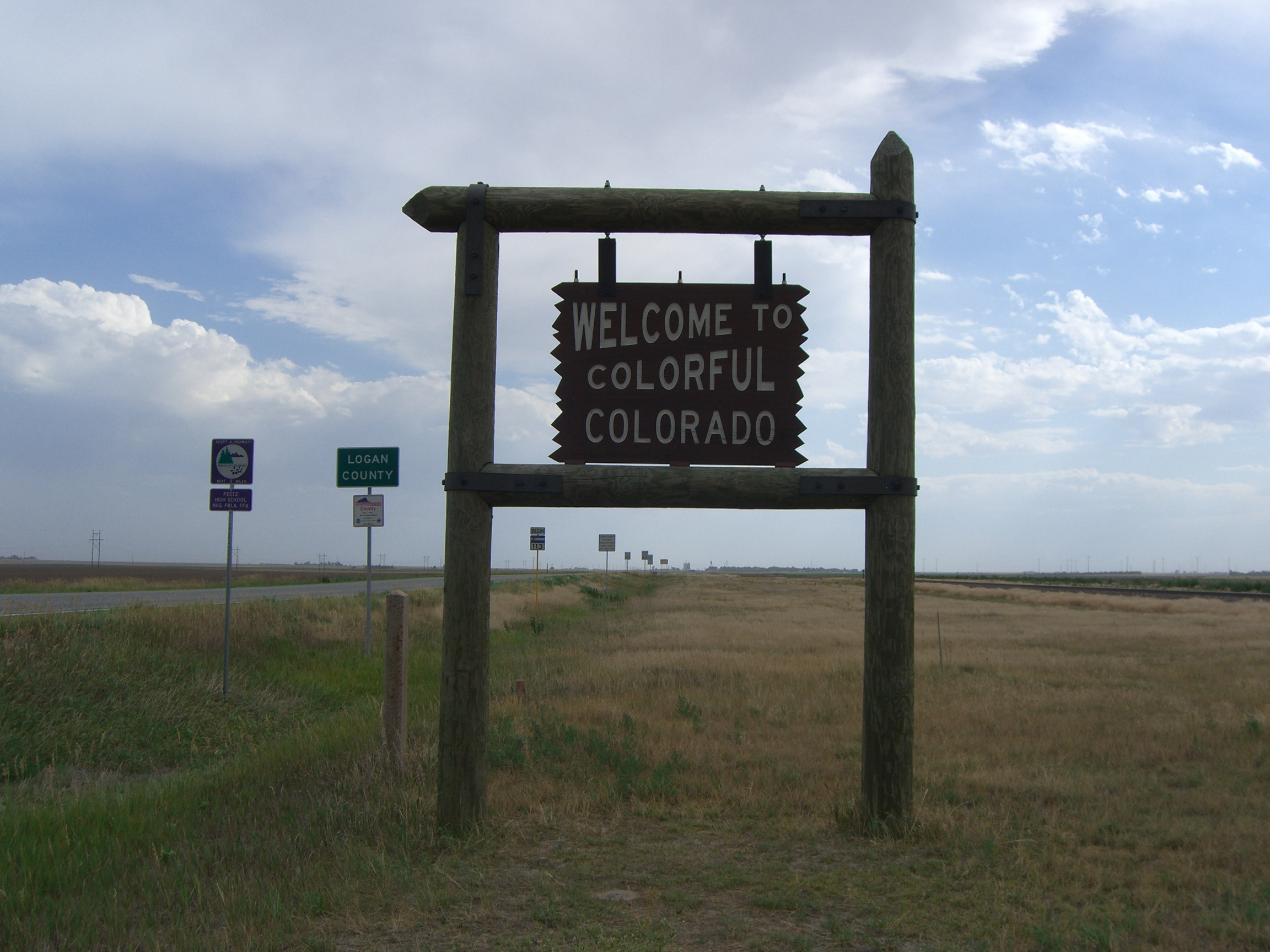
Willkommensschild mit Anspielung auf Colorado (Welcome to colorful Colorado, also direkt übersetzt Willkommen im farbigen Farberado)

Das Straßennetz Colorados umfasst eine Länge von rund 140.000 Kilometern, von denen fast 15.000 für den Fernverkehr ausgebaut wurden. Zu diesen Straßen gehören insbesondere die Interstate Highways – kreuzungsfreie, deutschen Autobahnen entsprechende Schnellstraßen, die auf 1535 Kilometern Länge die wichtigsten Zentren des Staates miteinander verbinden.
Der mit Abstand bedeutendste Verkehrsknotenpunkt Colorados ist der Autobahnring um den Großraum Denver, von dem Interstate Highways in fünf Himmelsrichtungen starten. Für die I-76 ist Denver Startpunkt einer durch Nebraska verlaufenden Autobahn in Richtung Chicago und Große Seen. Die I-25 verläuft in nordsüdliche Richtung und stellt die schnellste Verbindung zwischen den Großstädten entlang der Front Range dar. Sie führt im Norden an das Autobahnkreuz in Wyomings Landeshauptstadt Cheyenne mit Anschlüssen nach Salt Lake City, Seattle und Kanada. Im Süden führt sie ins neumexikanische Albuquerque sowie im weiteren Verlauf nach Mexiko. Die I-70 bindet Colorado hingegen an Ost- und Westküste an und schlängelt sich dafür westlich von Denver durch die Rocky Mountains. Auf Grund des kurvenreichen Streckenverlaufs gilt auf dieser Gebirgsstrecke – abweichend vom generellen Tempolimit (75 Meilen/Std.) auf Colorados Autobahnen – eine Höchstgeschwindigkeit von 65 Meilen pro Stunde.
Die bedeutendsten Landstraßen des Staates sind die US-Highways 40, 50, 160, 385 sowie 550, die abseits des Autobahnnetzes die wichtigsten Fernstraßen sind und Anschlüsse an die Interstates herstellen. Im Westen führen sie größtenteils durch das Gebirge und sind oftmals als National Scenic Byways, landschaftlich besonders reizvolle Straßen, ausgezeichnet; darunter auch der San Juan Skyway (mit seinem Million Dollar Highway), der Top of the Rockies sowie der Dinosaur Diamond Prehistoric Highway. Neben Oregon verfügt Colorado über die meisten National Scenic Byways.

#### Eisenbahn

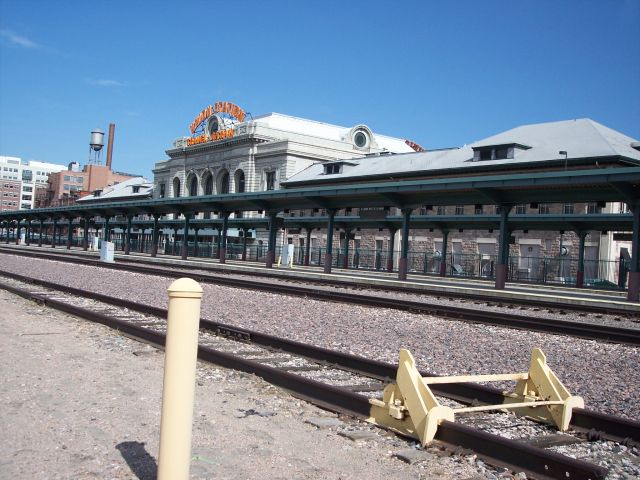
Der Hauptbahnhof (Union Station) von Denver

Der Bundesstaat Colorado verfügt über ein rund 4800 Kilometer langes Schienennetz, das den Großteil des Staates abdeckt und für den Gütertransport nicht unbedeutend ist. Für den Personenverkehr spielt es dagegen keine große Rolle. Colorado wird täglich von nur zwei Fernverkehrszugpaaren der Eisenbahngesellschaft Amtrak bedient, die Chicago mit Kalifornien verbinden. Der California Zephyr durchfährt dabei auf seinem Weg von und nach San Francisco den nördlichen Teil des Landes, wo er die Städte Fort Morgan, Denver, Winter Park, Granby, Glenwood Springs und Grand Junction bedient. Der Southwest Chief durchfährt auf seinem Weg von Chicago nach Los Angeles die südwestliche Ecke Colorados, wo er in den Kleinstädten Lamar, La Junta und Trinidad hält. Beide Trassen sind nicht miteinander verknüpft und auch entlang der Front Range ist keine einzige Großstadt mit einer anderen über den Schienenweg verbunden. Mit Realisierung des Straßenbahnprojekts FasTracks sollen in absehbarer Zeit zumindest die Städte innerhalb der Großraumregion Denver auf dem Schienenweg miteinander verbunden werden.
Colorado verfügt zudem über einige nostalgische Dampfeisenbahnen aus den 1870er und 1880er Jahren, die heute als Museumsbahnen betrieben werden. Zu den für den Tourismus bedeutsamsten Bahnen gehören dabei die Durango and Silverton Narrow Gauge Railroad im San-Juan-Gebirge sowie die Cumbres and Toltec Scenic Railroad entlang der coloradianisch-neumexikanischen Grenze. Weitere Touristenzüge verkehren auf der Georgetown Loop Railroad in Georgetown und durch die Schlucht unterhalb der Royal Gorge Bridge bei Cañon City.

#### Luftverkehr

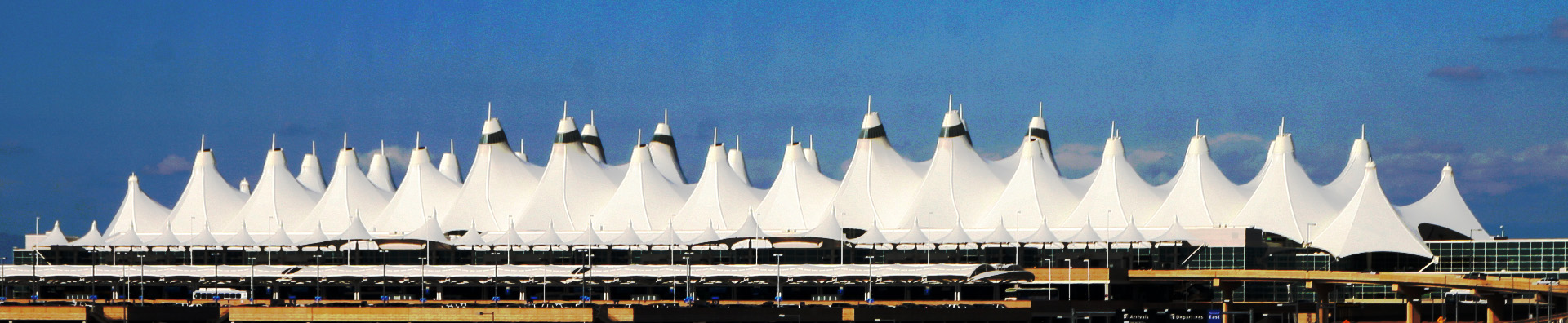
Das Flughafengebäude von Denver mit seiner charakteristischen Überdachung

Der Denver International Airport, flächenmäßig größter Flughafen der Vereinigten Staaten, ist Luftfahrt-Drehkreuz der Fluggesellschaft United Airlines. Auch Colorado Springs ist mit Direktflügen zu den Drehkreuzen Los Angeles, Dallas und Minneapolis an den internationalen Flugverkehr angeschlossen, während in der Gebirgsregion insbesondere Grand Junction, Gunnison, Durango und Aspen bedeutende Regionalflughäfen – mit saisonaler Anbindung an den Flugfernverkehr – sind.

## Bildung
Zu den größten staatlichen Hochschulen gehören die drei Standorte des University of Colorado System (mit dem Hauptstandort in Boulder), sowie die Colorado State University, das Metropolitan State College of Denver und die University of Northern Colorado. Die bekanntesten privaten Hochschulen in Colorado sind die University of Denver und die Regis University. Weitere Hochschulen sind in der Liste der Universitäten in Colorado verzeichnet.